# Perisama inconspicua
Perisama inconspicua är en fjärilsart som beskrevs av Mengel 1916. Perisama inconspicua ingår i släktet Perisama och familjen praktfjärilar. Inga underarter finns listade i Catalogue of Life.